# Haleyur, Piriyapatna
Haleyur là một làng thuộc tehsil Piriyapatna, huyện Mysore, bang Karnataka, Ấn Độ.